# August Oetker
Dr. August Oetker (6. januar 1862 – 10. januar 1918). Han var apoteker og i 1891 købte han det Aschoffsche apotek i Bielefeld. Han udviklede en bageingrediens, som skulle sikre at bageprocessen lykkedes – bagepulveret. 
Fra 1893 forhandlede Oether sin opfindelse under mærkenavnet Backin, og skabte dermed grundlaget for den familieejede virksomhed Oetker-Gruppe. Firmaet bruger stadig den samme recept ved fremstilling af bagepulver. Den 21. september 1903 ansøgte Oetker om patent på sin metode til fremstilling af længevirkende bagepulver eller bage-klar mel. 
På grund af en vellykket markedsføring solgte Oetkers produkter ganske godt, og snart var det gamle apotek forvandlet til en succesforretning. I 1901 byggede Oetker sin første fabrik og i 1906 havde han solgt 50 mio. pakker Backin. 
Inden Oetker havde Justus von Liebig og hans amerikanske student Eben Horsford allerede opdaget bagepulver. Mens Oetker fortrinsvis så private husholdninger som sin målgruppe gik Horsford efter bagerierne. 
Senere overtog Oetkers barnebarn Rudolf August Oetker virksomheden.
Motto: "Ein heller Kopf nimmt stets Oetker." ("Et lyst hoved tager altid Oetker.").

## Eksterne links
- Oetkers fødested
- Officiel hjemmeside for "Oetker-byen" Bielefeld
- Dr. Oetker smagstest